# Matando Cabos
Matando Cabos és una pel·lícula mexicana del 2004 dirigida per Alejandro Lozano. El film conta la història de Jaque (interpretat per Tony Dalton) i "el Mudo" (interpretat per Kristoff Raczynski), dos executius que han de trobar la manera de tornar al seu cap, Óscar Cabos (Pedro Armendáriz Jr.), sa i estalvi a casa, ja que per estranyes circumstàncies es troba tancat en roba interior al maleter del seu cotxe.
En 2013, es va estrenar a Espanya, una adaptació d'aquesta pel·lícula titulada ¿Quién mató a Bambi?, dirigida pel director Santi Amodeo.

## Argument
Oscar Cabos (Pedro Armendáriz Jr.) és un terrible magnat al qual tots deuen respecte, per a mala fortuna de "Jaque" (Tony Dalton) i "Mudo" (Kristoff Raczynski), ells ho tenen ficat en un bany inconscient. Aquesta problemàtica situació va començar quan Caps va descobrir a "Jaque" tenint relacions sexuals amb la seva filla Paulina Cabos (Ana Claudia Talancon), la qual cosa li va valer una pallissa i ara una molt mala experiència. Les vivències d'aquest parell d'amics i la seva mala fortuna, són el tema d'aquesta història que ens demostra que les coincidències tenen conseqüències...

## Repartiment
- Tony Dalton	... 	 Javier "Jaque"
- Ana Claudia Talancón	... 	 Paulina Cabos
- Kristoff Raczynski	... 	 "El Mudo"
- Pedro Armendáriz Jr.	... 	 Óscar Cabos
- Raúl Méndez	... 	 Botcha
- Joaquín Cosio	... 	 Ruben "Mascarita"
- Silverio Palacios	... 	 Tony "El Canibal"
- Gustavo Sánchez Parra	... 	 Nico
- Rocío Verdejo	... 	 Lula
- Jacqueline Voltaire... 	Gabriela Cabos

## Premis
- MTV Movie Awards Mèxic 2005

* Millor pel·lícula
* Millor actor: Tony Dalton
* Sexe més estrany: Jacqueline Voltaire, Silverio Palacios
- CANACINE - Premis 2005 (Càmera Nacional de la Indústria Cinematogràfica i del Videograma)

* Premi nacional al millor director: Alejandro Lozano
Nominacions
- XLVII edició dels Premis Ariel 2005[5]

* Millor muntatge: Alberto de Toro
* Millor maquillatge: Carlos Sánchez, Carmen de la Torre, Roberto Ortiz
* Millors efectes especials: Alejandro Vázquez, Edgar “Chivata” Lezama
* Millor actor secundari: Joaquín Cosio
* Millor actor secundari: Raúl Méndez
- Festival de Cinema de Bogotà 2005

* Millor pel·lícula: Alejandro Lozano
- MTV Movie Awards México 2005

* Millor puntuació: Fobia (per a la cançó final "Más Caliente Que El Sol")